# Arpheuilles, Cher

Arpheuilles este o comună în departamentul Cher, Franța. În 1 ianuarie 2022 avea o populație de 301 de locuitori.